# Curuppumullage Jinarajadasa
Curuppumullage Jinarajadasa (16 de dezembro de 1875, Sri Lanka - 18 de junho de 1953, Estados Unidos) foi um escritor, ocultista, maçom e teosofista. Quarto presidente da Sociedade Teosófica, Jinarajadasa foi um dos mais importante autores teosóficos do mundo, tendo publicado mais de 50 livros e mais de 1 600 artigos em periódicos. Seus interesses e escritos incluíam religião, filosofia, literatura, arte, ciência e ocultismo. Foi um dos raros linguistas que tinha a capacidade para trabalhar em várias línguas europeias.

## Início da vida
Jinarajadasa nasceu em 16 de dezembro de 1875, no Sri Lanka , de uma família de pais cingaleses. Foi um dos primeiros alunos da Ananda College, em Colombo. Em 1889, quando Charles Webster Leadbeater, o primeiro diretor da Ananda College foi convidado por A. P. Sinnett para voltar para a Inglaterra para ser tutor de seu filho, Leadbeater concordou e também trouxe um de seus alunos, Jinarajadasa, para a Inglaterra com ele. Graças a Leadbeater, Jinarajadasa foi para St John's College, Cambridge, onde estudou línguas orientais formando-se quatro anos mais tarde.

## Carreira
Ele, então, voltou para o Ceilão e tornou-se o vice-diretor da Ananda College, em Colombo. Retornando à Europa, Jinarajadasa foi estudar na Universidade de Pavia, Itália. Logo se tornou proficiente em italiano, francês, espanhol e português. Por volta de 1904, visitou Chicago, onde conheceu e influenciou Weller van Hook, conhecido cirurgião e autor, que, em seguida, tornou-se um teosofista. Durante sua vida, Jinarajadasa viajou para muitos países, em um serviço dedicado à Teosofia, apesar de toda dificuldade em época de guerra.
Foi um entre quatro "convention lecturers", incluindo G. S. Arundale, B. P. Wadia, e T. Sadasivier, que discursaram em Calcutá, no Quadragésimo Segundo Aniversário da Sociedade Teosófica, em dezembro, 1917. Em sua palestra, O Problema da Religião e da Filosofia, ele salientou a necessidade de servir os outros, dizendo: "Nós temos uma perene necessidade de Deus, de compreender o mistério do eu... Quando o coração e o cérebro estão prontos, a mão será orientada por um Divino Arquiteto para construir de acordo com Seu Plano. Cada um tem de ajudar para este dia chegar".
"Ele também viajou para a América do Sul, onde lecionou em espanhol e português e fundou filiais da Sociedade Teosófica (TS). Foi o Vice-Presidente da Sociedade Teosófica de 1921 a 1928. Após a morte do Dr. Arundale , em 1945, Jinarajadasa tornou-se presidente da Sociedade Teosófica Adyar. Em 1949, fundou a Escola de Sabedoria, em Adyar, que atraiu estudantes de vários países. Ele também era maçom, juntando-se à ordem Le Droit Humain também conhecida como comaçonaria. Curuppumullage Jinarajadasa foi o presidente da Sociedade Teosófica até sua morte, em 18 de junho de 1953, nos Estados Unidos.

## Vida pessoal
Em 1916, Jinarajadasa casou-se com a feminista inglesa Dorothy M. Graham, que fundou a Associação Indiana das Mulheres (WIA, sigla em ingês) em Adyar, com Annie Besant, em 1917. Ela o acompanhou, por alguns anos, em suas viagens ao redor do mundo. Em uma fase de sua vida, ele residiu no Brasil. Em 1953, recusou-se a ser reconduzido como presidente da Sociedade Teosófica, devido a problemas de saúde, e indicou Nilakanta Sri Ram como seu sucessor. Visitou os EUA, onde morreu em 18 de junho de 1953, na sede nacional da Sociedade Teosófica.

## Obras (seleção)
Jinarajadasa escreveu muitos trabalhos sobre teosofia, teologia, filosofia, literatura, arte e ciência. Junto a Annie Besant e Charles Leadbeater, realizou pesquisas sobre o Química Oculta. Em 1913 Jinarajadasa foi premiado com a Medalha Subba Row por sua contribuição para a literatura teosófica.
- Art and the Emotions, 1922
- Art As Will and Idea, 1927
- The Bhagavad Gita, 1915
- Christ and Buddha, 1908
- Christ the Logos, 1920
- Clairvoyant Investigations, 1947
- The Conventions of the Indian Constitution, 1921
- Did Madame Blavatsky Forge the Mahatma Letters?, 1934
- Discourses on the Bhagavad Gita, 1953 (A speech in Bangalore from 1946)
- The Divine Vision, Three Lectures Delivered in London, 1928
- The Early Teachings of the Masters 1881-1883, 1923
- The Faith That is the Life, 1920
- The Flame of Youth, 1931
- Flowers and Gardens: A Dream Structure, 1913
- First Principles of Theosophy, 1921
- The Future of the Theosophical Society, 1931
- Gods in Chains, 1929
- Goethe's Faust, Analysed in a Series of Incidents in Successive Incarnations, 1932
- The Heritage of Our Fathers, 1918
- How We Remember Our Past Lives, 1915
- The Ideas of Theosophy
- In His Name, 1913
- Is and Is to Be, 1940
- K.H. Letters to C.W. Leadbeater, 1941
- The Law of Christ, 1924
- Lecture Notes, 1930 (cover design by Manishi Dey)
- Letters of the Masters of Wisdom - First Series, 1919
- Letters of the Masters of Wisdom - Second Series, 1926
- The Lord's Work, 1917
- The Master: Meditations in Verse, 1931
- The Mediator and Other Theosophical Essays, 1927
- The Meeting of the East and the West, 1921
- The Message of the Future, 1916
- The Nature of Mysticism, 1917
- The New Humanity of Intuition, 1938
- Occult Chemistry: Investigations by Clairvoyant Magnification, 1908
- Practical Theosophy, 1918
- The Real and the Unreal, 1923
- The Reign of Law, Buddhist Essay, 1923
- Release: A Sequel to the Wonder Child
- The Religion and Philanthropy of Freemasonry
- The Ritual of the Mystic Star
- The Seven Veils of Consciousness, 1952
- The Smaller Buddhist Catechism, 1914 (jointly authored with C.J. Leadbetter)
- The Theosophist's Attitude, 1927 (jointly authored with C.J. Leadbetter)
- Theosophical Outlook, 1919
- Theosophy and Reconstruction, 1919
- Theosophy and Modern Thought, 1914
- Unfolding the Intuition, 1936 (with a foreword by Sidney A. Cook)
- The Way and After: A Theosophist's Viewpoint, 1939
- Women in Freemasonry, 1944
- The World as Idea, Emotion and Will, 1948

Jinarajadasa publicou mais de 1.600 artigos em periódicos, tais como O Boletim de Adyar, O Americano Teosofista, O Australiano ES Boletim, O Arauto da Estrela, O Mensageiro, Sishya (O Aluno), Teosófica, Messenger, O Teosofista, e o Mundo Teosofia. Foi também editor de O Teosofista por três períodos.

## Críticas
Seus livros sobre teosofia foram negativamente avaliados por cientistas. O escritor de ciência Hugh S. R. Elliot ficou escarnecido com a crença de Jinarajadasa de que cada gênero e espécie tem um "grupo de alma". Elliot observou que "onde quer que ocorresse uma dificuldade, o autor inventava um processo qualquer para lidar com aquilo que ele não podia compreender."